# Bruce Boxleitner
Bruce William Boxleitner (Elgin, Illinois, 1950. május 12. –) amerikai színész és író.

## Életpályája
1950. május 12-én született az illinoisi Elginben. A Prospect High Schoolban és az Art Institute of Chicago-n tanult.

## Magánélete
Első felesége Kathryn Holcomb színésznő volt 1977–1987 között. Két fiuk született: Sam (1980) és Lee (1985). Második felesége Melissa Gilbert színésznő volt 1995–2011 között. Egy fiuk született, Michael (1995). 2011. március 1-jén Gilbert bejelentette, hogy 16 évnyi házasság után külön válnak. 2011. augusztus 25-én elváltak.
Jó barátságban állt Beverly Garland színésznővel.
2016-ban feleségül vette Verena Kinget.

## Filmjei
- Hawaii Five-O (1974-1976)
- How the West Was Won (1976-1979)
- A nagy hazárdőr (1980)
- Édentől keletre (1981)
- Tron, avagy a számítógép lázadása (1982)
- Bring 'Em Back Alive (1982-1983)
- A nagy hazárdőr 2. (1983)
- Scarecrow and Mrs. King (1983-1987)
- Golgotavirág (1986)
- Nagy hegyek mentén (1986)
- A nagy hazárdőr 3. (1987)
- Vörös folyó (1988)
- Halálos éjszaka (1989)
- Viszontlátásra (1989)
- Gyilkos látomás (1991)
- Mesék a kriptából III. (1991)
- Kuffs, a zűrös zsaru (1992)
- A titok (1992)
- Kétszeres kockázat (1992)
- A nagy hazárdőr (1994)
- A maharadzsa lánya (1994)
- Babylon 5 (1994-1998)
  - Egy új korszak kezdete (1998)
  - Baljós lelet (1998)
  - Célpont a Föld (1999)
- Angyali érintés (1998)
- Szabadesés (1999)
- Végtelen határok (2000)
- Játszd újra az életed! (2000)
- Pokoli játszma (2000)
- Egyensúlyban (2001)
- Vesztegzár (2002)
- Jóreménység Farm (2002)
- Gyilkos csönd (2002)
- Istenek és katonák (2003)
- Gyilkos áradat (2003)
- Kémcsajok (2003)
- Manipulált emlékek (2004)
- A rettegés tava (2004)
- Egy élet ára (2004)
- Nyughatatlan Jordan (2005)
- Detektív (2005)
- Bűnjelek (2005)
- A halottak légiója (2005)
- Az elnöknő (2005)
- Az elveszett sziget kalandorai (2005)
- M, mint muskétás (2005)
- Szerelmem a szomszédom (2006)
- Kettős szorításban (2006)
- Vírus a fedélzeten (2007)
- Döglött akták (2007)
- Babylon 5: Elveszett mesék - Hangok a sötétben (2007)
- A mesterlövész (2007)
- A csontevő (2007)
- A vadnyugat végnapjai (2008)
- Dead Space: Holt tér (2008)
- Chuck (2008-2009)
- Hősök (2008-2009)
- Transmorphers - Robotinvázió (2009)
- Az árnyékvadász (2010)
- Tron: Örökség (2010)
- NCIS (2010-2017)
- Örök bátorság (2011)
- Bajkeresők (2011)
- TRON: Uprising (2012-2013)
- Cédrusliget (2013-2015)
- A szív harangjai (2016)
- The Gourmet Detective (2017-2020)
- Eskü: A terror orvosa (2018)
- Supergirl (2018-2019)
- Ha szólít a szív (2019)
- Matchmaker Mysteries (2019-2021)